# Société des Avions Michel Wibault
Die Société des Avions Michel Wibault (kurz: Wibault) war ein französisches Luftfahrtunternehmen, das von dem Ingenieur Michel Wibault gegründet wurde. Es spezialisierte sich auf die Entwicklung und Produktion von zivilen und militärischen Flugzeugen und war für innovative Flugzeugkonzepte bekannt.

## Geschichte
Die Société des Avions Michel Wibault wurde im Jahr 1919 gegründet. Michel Wibault, ein visionärer Luftfahrtingenieur, nutzte seine Erfahrungen im Flugzeugbau, die er unter anderem durch die Zusammenarbeit mit Louis Charles Breguet gesammelt hatte, um ein eigenes Unternehmen ins Leben zu rufen. Anfangs konzentrierte sich das Unternehmen auf militärische Flugzeuge, darunter Jagd-, Aufklärungs- und Bombenflugzeuge, bevor es in den 1930er-Jahren in den zivilen Sektor expandierte.
Wibaults Designs beeinflussten die Luftfahrt der 1920er- und 1930er-Jahre sowohl im militärischen als auch im zivilen Bereich, und seine Patente zur Ganzmetallbauweise wurden international, etwa von der britischen Firma Vickers, lizenziert.
Michel Wibault fusionierte sein Unternehmen 1931 mit den Chantiers de Penhoët in Saint-Nazaire, wodurch die Wibault-Penhoët-Gesellschaft entstand. Diese Fusion ermöglichte größere Produktionskapazitäten und stärkte den Zugang auf den zivilen Flugzeugmarkt. Bereits 1934 wurde Wibault-Penhoët von der Firma Breguet übernommen und im Zuge der Verstaatlichung der französischen Luftfahrtindustrie im Jahr 1936 wurden die Breguet-Werke, einschließlich der ehemaligen Wibault-Produktionsstätten in der Region Loire-Atlantique, in die staatliche Société Nationale de Constructions Aéronautiques de l’Ouest (SNCAO) eingegliedert und die Marke Wibault verschwand daraufhin. Der Gründer und Namensgeber Michel Wibault verließ 1940 Frankreich und arbeitete als Luftfahrtingenieur in den USA weiter.

## Produzierte Flugzeuge
Quelle

## Galerie

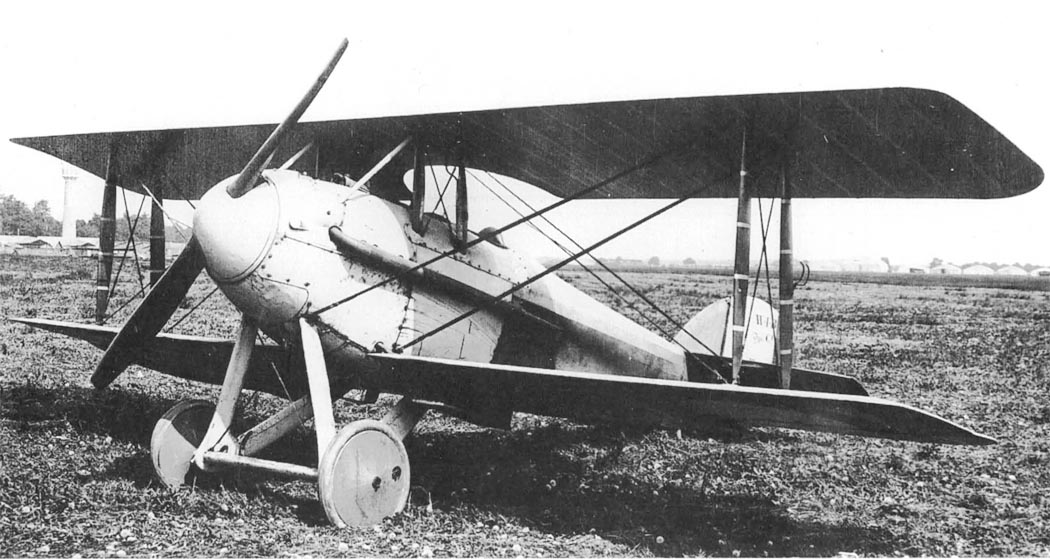
Wibault 1
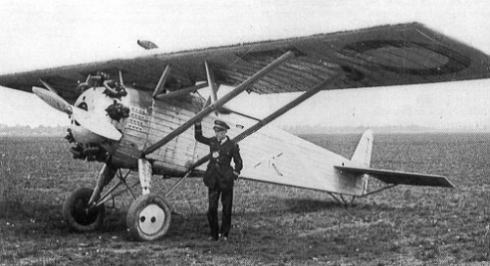
Wibault 72
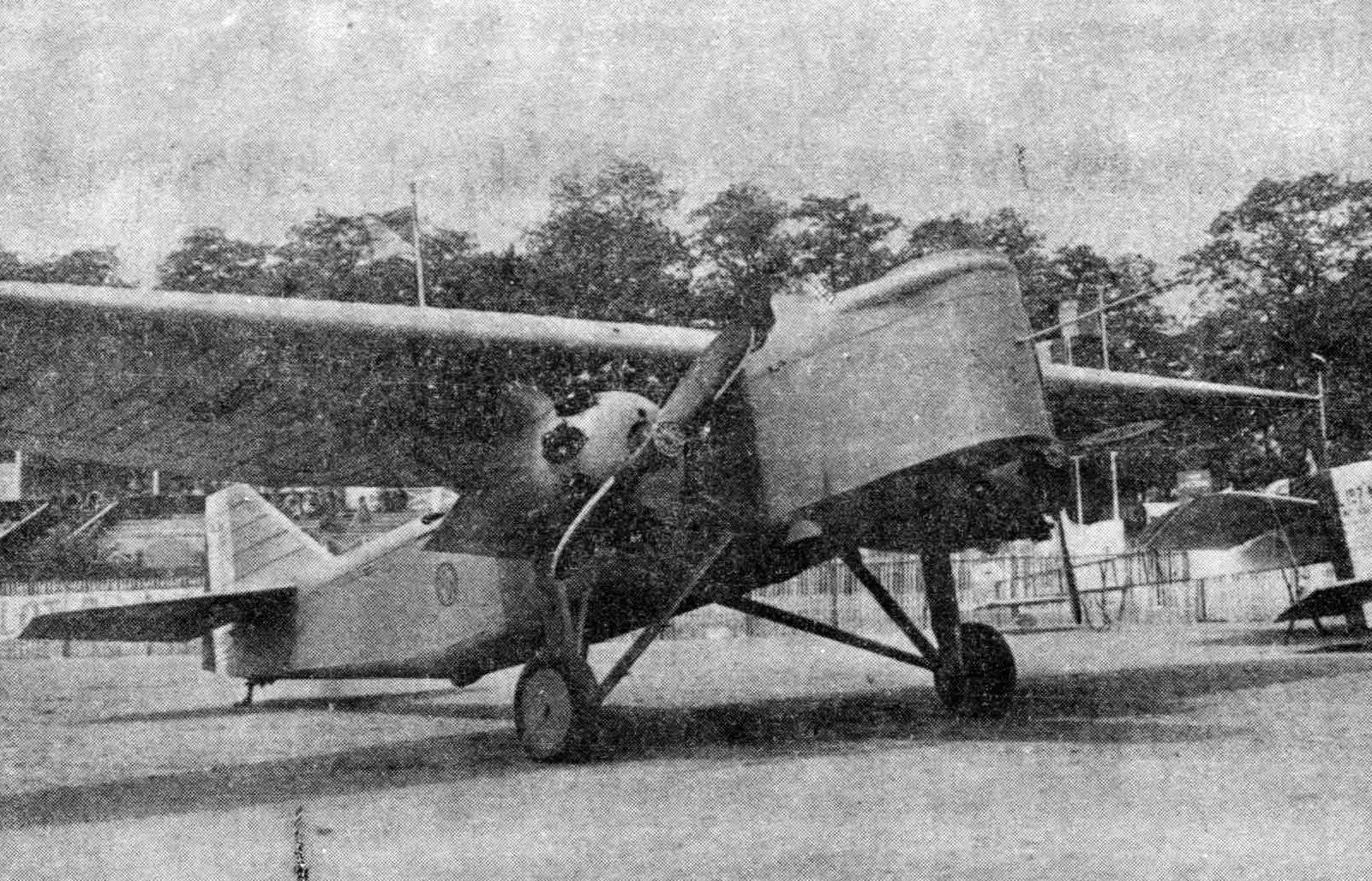
Wibault 220
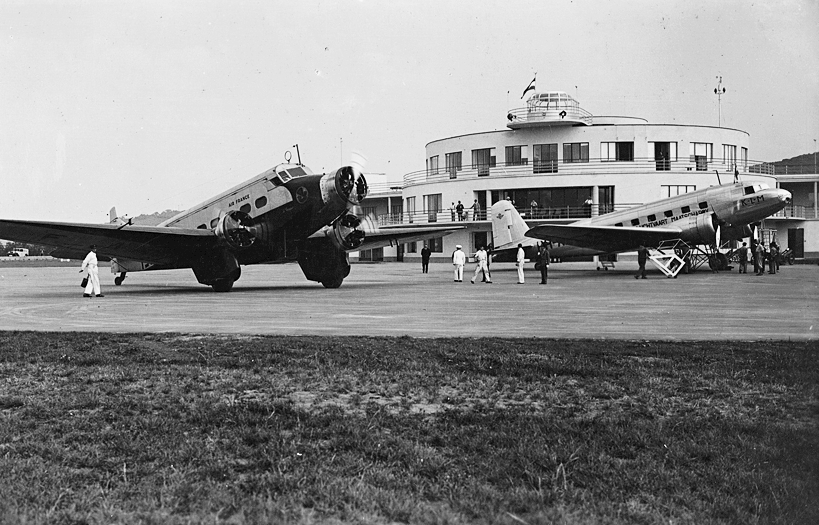
Wibault 283T (links)